# EDT

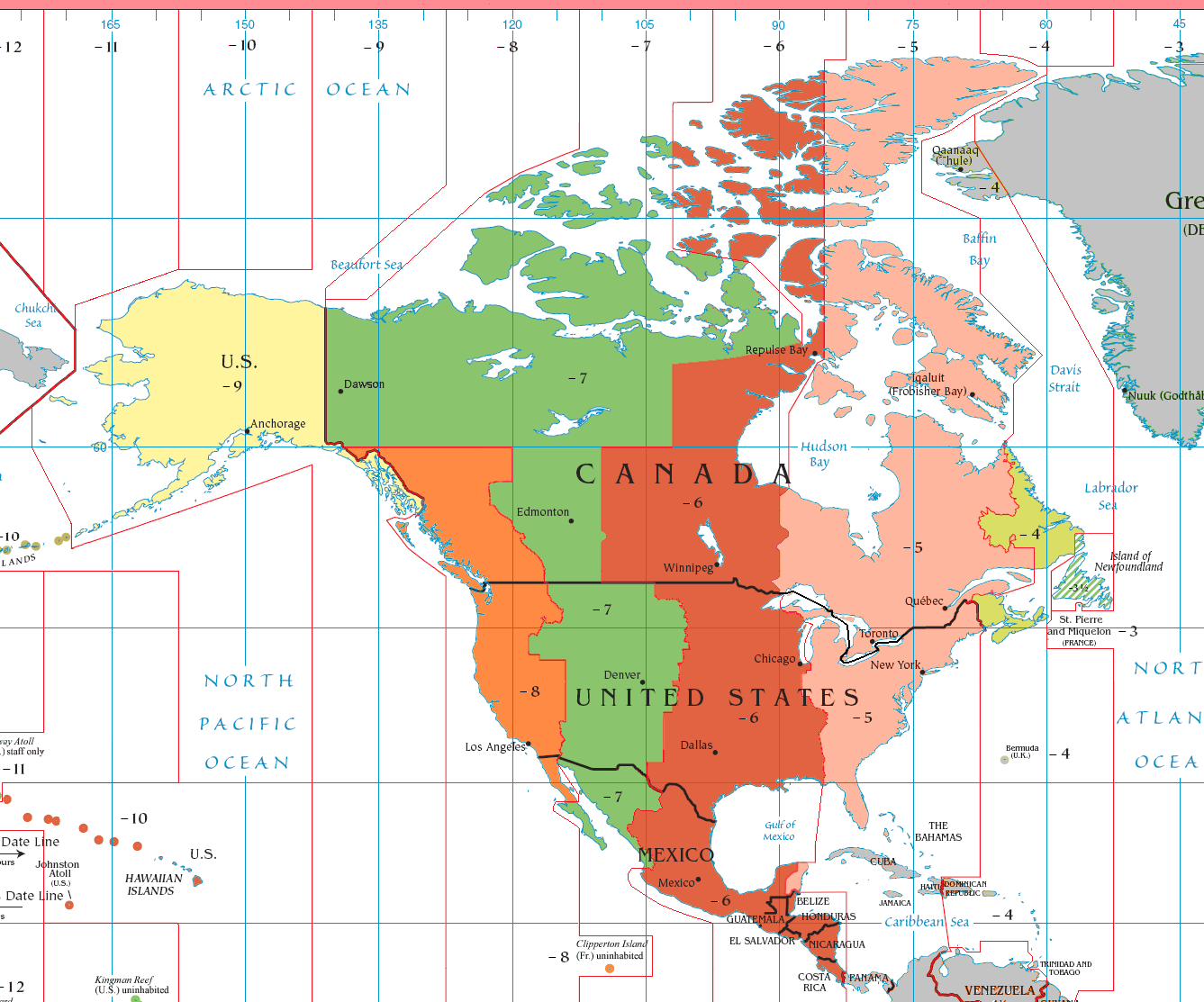
Temps Estàndard de l'Est.

El Temps Estàndard de l'est (en anglès Eastern Time Zone) de l'hemisferi occidental correspon al fus horari oficial que cobreix la costa oriental d'Amèrica del Nord (17 estats dels Estats Units i el Canadà) i la costa oest de Sud-amèrica. El seu temps oficial respecte al temps universal coordinat (UTC) és UTC-5, i en horari d'estiu, UTC-4. L'hora en aquesta zona està basada en el temps solar mitjà de 75 graus de meridià oest de l'Observatori de Greenwich.
Als Estats Units i el Canadà, tots els fusos horaris són generalment anomenats en temps de l'est. Particularment, és l'hora oficial de l'est (EST, sigles en anglès d'Eastern Standard Time) quan s'està a l'hivern, i horari d'estiu de l'est (EDT, sigles en anglès d'Eastern Daylight Time) quan comença l'horari d'estiu.

## Història
La Llei de Temps Uniforme de 1966 als Estats Units estableix que EDT va ser instituït l'últim diumenge d'abril, a partir de 1966 en la major part d'aquest país. EST seria reinstituït novament l'últim diumenge d'octubre. El 1986, l'ús d'EDT va ser modificat al primer diumenge d'abril. La Llei de Política Energètica de 2005 va ampliar l'horari d'estiu als Estats Units a partir del 2007. L'hora local canvia en 02:00 EST a 03:00 EST en el segon diumenge de març i torna al seu horari original el primer diumenge al novembre al modificar d'02:00 EDT a 01:00 EST.1 Al Canadà, es fa el mateix procediment que als Estats Units.